# Cîroc Vodka
Cîroc Vodka é uma marca de vodca eau-de-vie de luxo, fabricada com uvas da região Carântono-Marítimo, da França. 
É produzida e distribuída pela Diageo, fabricante multinacional de bebidas alcoólicas com sede no Reino Unido.

## Etimologia
O nome "Ciroc" é uma aglutinação gramatical do francês, a palavra cime, ou seja, de pico ou cume, e Roche, que significa rocha, uma referência para as vinhas de alta altitude do Gaillac, região onde as uvas são cultivadas (o i no logotipo Cîroc é uma letra i-circunflexa usada na língua francesa).

## Processo de produção
De acordo com a Diageo, a Cîroc se diferencia das outras vodcas por ser derivada da uva, em vez de usar grãos, batata ou milho. Por ser destilado a 96% e não envelhecido, cumpre as qualidades de uma vodca e não outro tipo de bebida como conhaque por exemplo. 
O método de produção usado para a vodca são uvas "snap frost"; Mauzac Blan, da região de Gaillac, da França, e Ugni Blanc, da região de Cognac. O suco extraído dessas uvas é fermentado. Todas as vodcas são destiladas; os fabricantes do Cîroc enfatizam que ele é destilado cinco vezes. As primeiras quatro destilações do Ugni Blanc ocorrem em alambiques de coluna de aço inoxidável; as uvas Mauzac Blanc são destiladas em alambiques contínuos de cobre.
Estes são destilados a 96,5% e 93,5%, então misturados; 95% é Ugni Blanc e 5% é Mauzac Blanc. A destilação final é realizada em um alambique de cobre tradicional do estilo Armagnac.

## Criação
A Cîroc foi fundada na França por Jean-Sébastien Robicquet, cuja família vem da região vinícola de Bordeaux. Robicquet, cuja família está no negócio do vinho há 400 anos, desde o século 17, estudou vinificação na universidade antes de se mudar para as bebidas destiladas.
Tendo trabalhado para o fabricante francês de conhaque Hennessy por dez anos, ele foi procurado pela britânica Diageo (que possui uma participação de 34% na Hennessy) para produzir uma vodca feita de uvas em vez de grãos ou batata comum entre a maioria das vodcas.   
Jean-Sebastien Robicquet é reconhecido como "Comandante de Bordéus" pelo Grande Conselho de Bordéus por suas realizações no campo do vinho / licor.  

## Drinks com a utilização da Cîroc

### The DIDDY
Para a realização desta receita básica, serão necessários os seguintes ingredientes:
- 44 ml de Cîroc tradicional;
- 44 ml de limonada;

Para o preparo do DIDDY, adicione em um copo alto de gelo até a boca, logo após adicione a Cîroc e a limonada, mexa e decore com rodelas de limão e hortelã. A adição de açúcar é um opcional e a gosto.

### Citrus Sunshine
Para a realização de um Citrus Sunshine de Cîroc, serão necessários os seguintes ingredientes:
- 44 ml de Ciroc na variação Summer Citrus;
- 88 ml de suco de laranja;
- 30 ml de suco de romã;

Para o preparo, adicione a Ciroc Summer Citrus e o suco de laranja em um copo alto com gelo. Cubra com suco de romã ou cranberry e enfeite com rodelas de laranja.

### Bahia Berry
Para a realização de um Bahia Berry, serão necessários os seguintes ingredientes:
- 50ml de Cîroc na variação Red Berry;
- 30ml de suco de romã;
- 10ml de xarope de açúcar;
- 50ml de soda;

Para o preparo do Bahia Berry, deverá ser adicionado Cîroc Red Berry, suco de romã e xarope de açúcar em uma coqueteleira. Após agitar, sirva em uma taça. Complete a taça com a soda.

### Tropical Twister
Para a realização de um Tropical Twister, serão necessários os seguintes ingredientes:
- 50ml de Cîroc tradicional;
- 10ml de licor de manga;
- 20ml de suco de limão;
- 10ml de Grenadina;
- Soda para completar;

Para o preparo do Tropical Twister, adicione Cîroc, o licor de manga, o suco de limão e Granadina em uma coqueteleira, agite e sirva em taça. Complete com a soda já na taça. Por ser uma receita mais delicada, é importante prestar atenção às suas medidas.